# Молина-ди-Ледро
Молина-ди-Ледро (итал. Molina di Ledro) — упразднённая коммуна в Италии, расположена в автономной области Трентино-Альто-Адидже, подчиняется административному центру Тренто. Ныне является фракцией коммуны Ледро.
Население коммуны, на 31.12.2009 года, составляло 1577 человек, плотность населения — 39,93 чел./км². Коммуна занимала площадь 39,49 км². 
Почтовый индекс — 38060. Телефонный код — 0464.
Покровителем коммуны почитается святой Вигилий из Тренто, день его памяти ежегодно отмечается 26 июня.

## История
Коммуна Молина-ди-Ледро была упразднена 1 января 2010 года, с целью создания новой коммуны Ледро. Она была создана путём объединения муниципалитета Молина-ди-Ледро с соседними коммунами Бедзекка, Кончеи, Пьеве-ди-Ледро, Тиарно-ди-Сотто и Тиарно-ди-Сопра.

## Демография
Название жителей населённого пункта — молинези (итал. molinesi).
Динамика населения:

## Известные уроженцы
- Андреа Маффеи (1798—1885) — итальянский поэт, переводчик и либреттист.